# ルー＝クトゥの魔神たち
ルー＝クトゥの魔神たち（ルー＝クトゥのまじんたち、Devil Gods of Lu-Kthu）は、クトゥルフ神話と呼ばれる一連の創作群中、主にジェームズ・アンビュールの作品において言及される架空の神々。
ウルタールの大聖堂や一部のネイティブ・アメリカンの部族の間など、ごく一部でのみ伝承が伝わっている。カーター・リンウッド教授という人物が調べてまとめ上げた。
伝承では、最初に三柱の外なる神々が存在し、次いで様々な旧支配者たちが誕生して行ったとされる。
ルー＝クトゥが何であるかはいくつかの説がある。作劇としては、クトゥルフをもじってルー＝クトゥ、リン・カーターをもじってカーター・リンウッド教授という、作者のジョークネーミングである。

## ルー＝クトゥ(Lu-Kthu)
無貌の旧支配者バイアグーナに関した話の中で、ルー＝クトゥとは「大いなる渦」とされており、ダニエル・ハームズは、この「大いなる渦」こそバイアグーナを産んだ存在であるとしている。

## 外なる神々（三柱の主神）
ギ＝ホヴェルグ(Gi-Hoverg)
「エーテルアネモネ」の別名を持つ。
ハイオグー＝ヤイ(Haiogh-Yai)
「ジ・アウトサイダー」の別名を持つ。
ザリガー(X'aligha)
「ねじれた音の主」の別名を持つ。

## 旧支配者
ブグヌ＝トゥン(B'gnu-Thun)
ルートラ＝ディオールと対になる氷神。
バイアグーナ(Byagoona)
別名「無貌のもの」
もともとはロバート・ブロックが創造した神性で、『哄笑する食屍鬼』で言及されたが名前のみであった。続いてリン・カーターが辞典でナイアーラトテップの化身という説を付与した（申し訳程度に、あるいは地球本来の神々かもしれないとも述べている）。実際に登場したのは、アンビュールの『The Bane of Byagoona』と、ローレンス・J・コーンフォードのハイパーボリア作品『アボルミスのスフィンクス』である。
カーターが述べたように、特徴のことごとくがナイアーラトテップに似ている。『The Bane of Byagoona』での描写は「闇に棲みつくもの（血塗られた舌）」に酷似し、『アボルミスのスフィンクス』での「無貌の神（顔のないスフィンクス）」にそっくりである。
ディグラ(Dygra)
切子状の宝石の形をした半結晶体の鉱物生命体。
ディサアラ(Dythalla)
爬虫類神。「蜥蜴王」の異名を持つ。
イスタシャ(Istasha)
美しい猫の女神で快楽と不老不死を信者に与えてくれる。姉妹のリサリアと二人併せて「魅惑的な姉妹神」と呼ばれる。
別名「闇の女主人」。
リサリア(Lythalia)
イスタシャと共に「魅惑的な姉妹」と呼ばれる。美しい森の女神。
ヌギルトゥル(Ngirrth'lu)
姿は背中に蝙蝠の翼が付いた狼男。一部のネイティヴ・アメリカンの間に伝承が残っている。旧神に依って封印されたのは我々の世界とは異なるパラレルワールドで、そこは赤い雪が降る所だと言う。
この神の封印場所を調べに赤い雪の降る世界へ行った男が見つけたものは、雪原に開いた何かが中に居たような穴と、穴の外から地平に向かって続く明らかに人のものではない足跡だった。
ラグナラ
鳥の女神。別名は、「大空の探索者」、「翼ある者どもの巣の女主人」。
ルートラ＝ディオール(Ruhtra-Dyoll)
ブグヌ＝トゥンと対になる炎神。
シュイ＝ニルー(Shuy-Nilh)
「闇の中の餓鬼」の異名を持つ。
ヴーゾムファ(Vhuzompha)
- 作品：トレイシー・アンビュール＆ジェームズ・アンビュール『Beast of Love』「Eldritch Blue」ISBN 0974029750 収録

伝承では海洋生物たちの源となった両性具有神で、「あらゆる海の生き物たちの父にして母」とされる。ダニッチから魔女狩りを逃れた者たちが流入して来たと言われているブラックベイで密かに信仰が残っている。
マサチューセッツ州のブラックベイに、女たちだけのカルトが存在する。カルトのメンバーは美人揃いで、秘密の入り江に建てられたこの神の似姿の像の前で、性儀式を執り行う。儀式は生贄の男を裸にして台の上に固定し、カルトの女たちが代わる代わる犯す事で、生き物の性的快楽を糧とする神が海から現れる。巨大な姿で、その形は蛸のようであるとも、蟹のようであるとも、海月のようであるとも言われる。又、身体からは男性の性器を連想させる伸縮自在の沢山の触手が生えており、この触手に触れられると激しい性的快感により悶絶する。ヴーゾムファは性的快楽だけでなく人間の血肉も糧とするため、儀式においては生贄の男かそれが見つからない場合はカルトのメンバーから一人が選ばれ、命を捧げられる。カルトのメンバーは女性だけだが女性の性的快感しか食さない訳ではなく、体表に女性器様の器官を生じさせることもでき、儀式を覗き見していた男もヴーゾムファに発見され最後には悶絶させられ、食い殺された。
ヴォルグナ＝ガス(Volgna-Gath)
知識の化身とも言うべき精神生命体。「秘密の保持者」の異名を持つ。
ジルドネス(Xirdneth)
「幻影の作り手」の異名を持つ。
イ-ラ(Y'lla)
海の支配者。「深淵王」の異名を持つ。旧神に依って海底に封印されていたが、封印が破れて活動を開始する。